# Anigrus linnavuoriana
Anigrus linnavuoriana är en insektsart som beskrevs av Dlabola 1993. Anigrus linnavuoriana ingår i släktet Anigrus och familjen Meenoplidae.
Artens utbredningsområde är Syrien. Inga underarter finns listade i Catalogue of Life.